# Turneul mondial de calificare FIBA 2016 - Manila

Turneul mondial de calificare FIBA 2016 din Manila este unul dintre cele trei turnee mondiale de calificare FIBA 2016. Turneul se desfășoară la Mall of Asia Arena în Pasay, Filipine, în perioada 5-10 iulie 2016. Echipele naționale ale Turciei, Senegalului, Canadei, Franței, Noii Zeelande, și gazdele Filipine au fost incluse în turneu. Câștigătoarea va califica pentru Jocurile Olimpice de vară din 2016.

## Echipe
| Echipa        | Calificare                                | Data calificării   | Clasamentul mondial FIBA |
| ------------- | ----------------------------------------- | ------------------ | ------------------------ |
| Turcia        | Selecție wild card                        | 19 ianuarie 2016   | 8                        |
| Senegal       | AfroBasket 2015 locul 4                   | 30 august 2015     | 31                       |
| Canada        | Campionatele Americilor FIBA 2015 locul 3 | 12 septembrie 2015 | 26                       |
| Franța        | Eurobaschet 2015 locul 3                  | 20 septembrie 2015 | 5                        |
| Noua Zeelandă | Campionatul Oceaniei FIBA 2015 locul 2    | 18 august 2015     | 21                       |
| Filipine      | Gazdă, Campionatul Asiei FIBA locul 2     | 19 ianuarie 2016   | 28                       |

## Arenă
Mall of Asia Arena a fost aleasă ca arena principală pentru acest turneu. Pentru că arena este localizată în Pasay, ca parte a is part of Metro Manila, orașul gazdă a fost desemnat „Manila” din motive de marketing. Arena a găzduit Campionatele Asiei FIBA 2013 .
| Pasay              | PasayTurneul mondial de calificare FIBA 2016 - Manila (Filipine) |
| Mall of Asia Arena | PasayTurneul mondial de calificare FIBA 2016 - Manila (Filipine) |
| Capacitate: 15.000 | PasayTurneul mondial de calificare FIBA 2016 - Manila (Filipine) |
|                    | PasayTurneul mondial de calificare FIBA 2016 - Manila (Filipine) |

## Arbitri
Următorii arbitrii au fost aleși pentru acest turneu.
- Sofiane Si Youcef
- Michael Aylen
- Elias Koromilas
- Luigi Lamonica
- Ferdinand Pascual
- José Carrion
- Saša Pukl
- Miguel Pérez

## Turul preliminar

### Grupa A
Toate orele sunt orele locale (UTC+8). Ora României (UTC+3)
| Loc | Echipa  | MJ | V | Î | PM  | PP  | PD  | Pct | Calificare |
| --- | ------- | -- | - | - | --- | --- | --- | --- | ---------- |
| 1   | Canada  | 2  | 2 | 0 | 135 | 124 | +11 | 4   | Semifinale |
| 2   | Turcia  | 2  | 1 | 1 | 137 | 139 | −2  | 3   | Semifinale |
| 3   | Senegal | 2  | 0 | 2 | 117 | 126 | −9  | 2   |            |

| 5 iulie 2016 18:30 |

| Boxscore |

| Turcia                                         | 69–77 | Canada                                    |
| Scorul pe sferturi: 17–21, 13–18, 17–20, 22–18 |       |                                           |
| Pt: Güler 14 Rec: Erden 8 Pase: Güler 3        |       | Pt: Joseph 21 Rec: Birch 7 Pase: Joseph 5 |

| 6 iulie 2016 18:30 |

| Boxscore |

| Canada                                        | 58–55 | Senegal                                          |
| Scorul pe sferturi: 22–20, 11–8, 14–14, 11–13 |       |                                                  |
| Pt: Joseph 13 Rec: Thompson 10 Pase: Ennis 3  |       | Pt: Ndour 16 Rec: Ndour 10 Pase: Hannah, Niang 4 |

| 7 iulie 2016 18:30 |

| Boxscore |

| Senegal                                        | 62–68 | Turcia                                         |
| Scorul pe sferturi: 11–10, 12–23, 20–13, 19–22 |       |                                                |
| Pt: N'Doye 15 Rec: Ndour 11 Pase: Hannah 4     |       | Pt: Muhammed 23 Rec: Erden 11 Pase: Muhammed 4 |

### Grupa B
| Loc | Echipa        | MJ | V | Î | PM  | PP  | PD  | Pct | Calificare |
| --- | ------------- | -- | - | - | --- | --- | --- | --- | ---------- |
| 1   | Franța        | 2  | 2 | 0 | 159 | 143 | +16 | 4   | Semifinale |
| 2   | Noua Zeelandă | 2  | 1 | 1 | 148 | 146 | +2  | 3   | Semifinale |
| 3   | Filipine      | 2  | 0 | 2 | 164 | 182 | −18 | 2   |            |

| 5 iulie 2016 21:00 |

| Boxscore |

| Franța                                          | 93–84 | Filipine                                      |
| Scorul pe sferturi: 22–30, 23–13, 32–23, 16–18  |       |                                               |
| Pt: De Colo 27 Rec: Diaw 9 Pase: Diaw, Parker 6 |       | Pt: Blatche 21 Rec: Rosario 9 Pase: William 3 |

| 6 iulie 2016 21:00 |

| Boxscore |

| Filipine                                                        | 80–89 | Noua Zeelandă                                    |
| Scorul pe sferturi: 17–21, 14–17, 22–22, 27–29                  |       |                                                  |
| Pt: Blatche 30 Rec: Blatche, Norwood 7 Pase: Norwood, William 3 |       | Pt: T. Webster 25 Rec: T. Webster 11 Pase: Ili 4 |

| 7 iulie 2016 21:00 |

| Boxscore |

| Noua Zeelandă                                       | 59–66 | Franța                                      |
| Scorul pe sferturi: 14–13, 17–10, 17–15, 11–28      |       |                                             |
| Pt: C. Webster 21 Rec: Vukona 12 Pase: C. Webster 3 |       | Pt: Gelabale 11 Rec: Diaw 6 Pase: Heurtel 4 |

## Faza eliminatorie
|  | Semifinale    | Semifinale |          |  | Finala | Finala |
|  |               |            |          |  |        |        |
|  | 9 iulie       |            |          |  |        |        |
|  |               |            |          |  |        |        |
|  | Canada        | 78         |          |  |        |        |
|  | Canada        | 78         | 10 iulie |  |        |        |
|  | Noua Zeelandă | 72         |          |  |        |        |
|  | Noua Zeelandă | 72         | Canada   |  |        |        |
|  | 9 iulie       |            |          |  |        |        |
|  |               | Franța     |          |  |        |        |
|  | Franța        | 75         |          |  |        |        |
|  | Franța        | 75         |          |  |        |        |
|  | Turcia        | 63         |          |  |        |        |
|  | Turcia        | 63         |          |  |        |        |

### Semifinale
| 9 iulie 2016 18:30 |

| Boxscore |

| Canada                                         | 78–72 | Noua Zeelandă                                                |
| Scorul pe sferturi: 23–25, 19–17, 16–12, 20–18 |       |                                                              |
| Pt: Joseph 23 Rec: Thompson 10 Pase: Joseph 4  |       | Pt: C. Webster 21 Rec: T. Webster 10 Pase: Loe, T. Webster 4 |

| 9 iulie 2016 21:00 |

| Boxscore |

| Franța                                         | 75–63 | Turcia                                  |
| Scorul pe sferturi: 18–16, 19–14, 16–13, 22–20 |       |                                         |
| Pt: Heurtel 17 Rec: Diaw 7 Pase: Heurtel 4     |       | Pt: Așık 19 Rec: Erden 7 Pase: Arslan 5 |

### Finala
| 10 iulie 2016 21:00 |

| Boxscore |

| Canada                                        | 74–83 | Franța                                            |
| Scorul pe sferturi: 25-30, 11-9, 15-17, 23-27 |       |                                                   |
| Pt: Joseph 26 Rec: Thompson 7 Pase: Joseph 6  |       | Pt: Parker 26 Rec: De Colo 5 Pase: Diaw, Parker 4 |

## Clasament final
| # | Echipa        | V–Î | Calificare              |
| - | ------------- | --- | ----------------------- |
| 1 | Franța        | 4-0 | Calificată la Olimpiadă |
| 2 | Canada        | 3-1 |                         |
| 3 | Noua Zeelandă | 1–2 |                         |
| 4 | Turcia        | 1–2 |                         |
| 5 | Senegal       | 0–2 |                         |
| 6 | Filipine      | 0–2 |                         |